# Transmedialität
Mit Transmedialität bezeichnet man „Wanderphänomene“ von Inhalten oder Formen zwischen verschiedenen Medien, also in der Literaturwissenschaft z. B. das Auftreten des gleichen Stoffs oder die Umsetzung bzw. das „Abfärben“ (J. Eder) einer bestimmten Ästhetik oder eines bestimmten Diskurstyps von einem Medium in bzw. auf andere Medien. Hierfür ist die Annahme eines bestimmten Ursprungsmediums nicht erforderlich. Beispiele sind Mythen, die der kulturellen Überlieferung entnommen sind und in verschiedenen Medien (Literatur, Oper, Film) behandelt werden wie das Thema des Vampirs. 
Der transmediale „Export“ von Erzählstoffen in nicht-literarische Medien wie bildende Kunst (etwa die Bildplastik des Hellenismus), Musik oder moderne Bildmedien zwingt auch zur Erweiterung der Erzähltheorie zu einer vereinheitlichten Narratologie.
Irina O. Rajewski bezeichnete dieses Phänomen als Intermedialität. Die Verwendung des Begriffs der Intermedialität ist im Allgemeinen dadurch gekennzeichnet, dass der Bezug auf die Ursprungsmedien erkennbar bleibt; jedoch ist die Verwendung der beiden Begriffe nicht immer einheitlich.

## Abweichender Gebrauch
Die Entwicklung von analogen oder digitalen Begleitmedien (z. B. Computerspiele, Aktionsfiguren) zu einem Buch oder einem Film wird oft als Form des transmedialen Erzählens bezeichnet, obwohl auch hier meist ein Ursprungsmedium am Anfang des Stofftransfers stand. 